# Вестальтен
Вестальте́н (фр. Westhalten) — коммуна на северо-востоке Франции в регионе Гранд-Эст (бывший Эльзас — Шампань — Арденны — Лотарингия), департамент Верхний Рейн, округ Тан — Гебвиллер, кантон Вендзенем. До марта 2015 года коммуна административно входила в состав упразднённого кантона Руффак (округ Гебвиллер).
Площадь коммуны — 10,98 км², население — 904 человека (2006) с тенденцией к росту: 981 человек (2012), плотность населения — 89,3 чел/км².

## Население
Численность населения коммуны в 2011 году составляла 974 человека, а в 2012 году — 981 человек.
| 1962 | 1968 | 1975 | 1982 | 1990 | 1999 | 2006 | 2008 | 2011 | 2012 |
| ---- | ---- | ---- | ---- | ---- | ---- | ---- | ---- | ---- | ---- |
| 668  | 707  | 761  | 745  | 770  | 816  | 904  | 922  | 974  | 981  |

Динамика населения:

## Экономика
В 2010 году из 630 человек трудоспособного возраста (от 15 до 64 лет) 488 были экономически активными, 142 — неактивными (показатель активности 77,5 %, в 1999 году — 70,3 %). Из 488 активных трудоспособных жителей работали 468 человек (248 мужчин и 220 женщин), 20 числились безработными (5 мужчин и 15 женщин). Среди 142 трудоспособных неактивных граждан 47 были учениками либо студентами, 65 — пенсионерами, а ещё 30 — были неактивны в силу других причин.
На протяжении 2011 года в коммуне числилось 388 облагаемых налогом домохозяйств, в которых проживало 963,5 человека. При этом медиана доходов составила 24049 евро на одного налогоплательщика.

## Достопримечательности (фотогалерея)

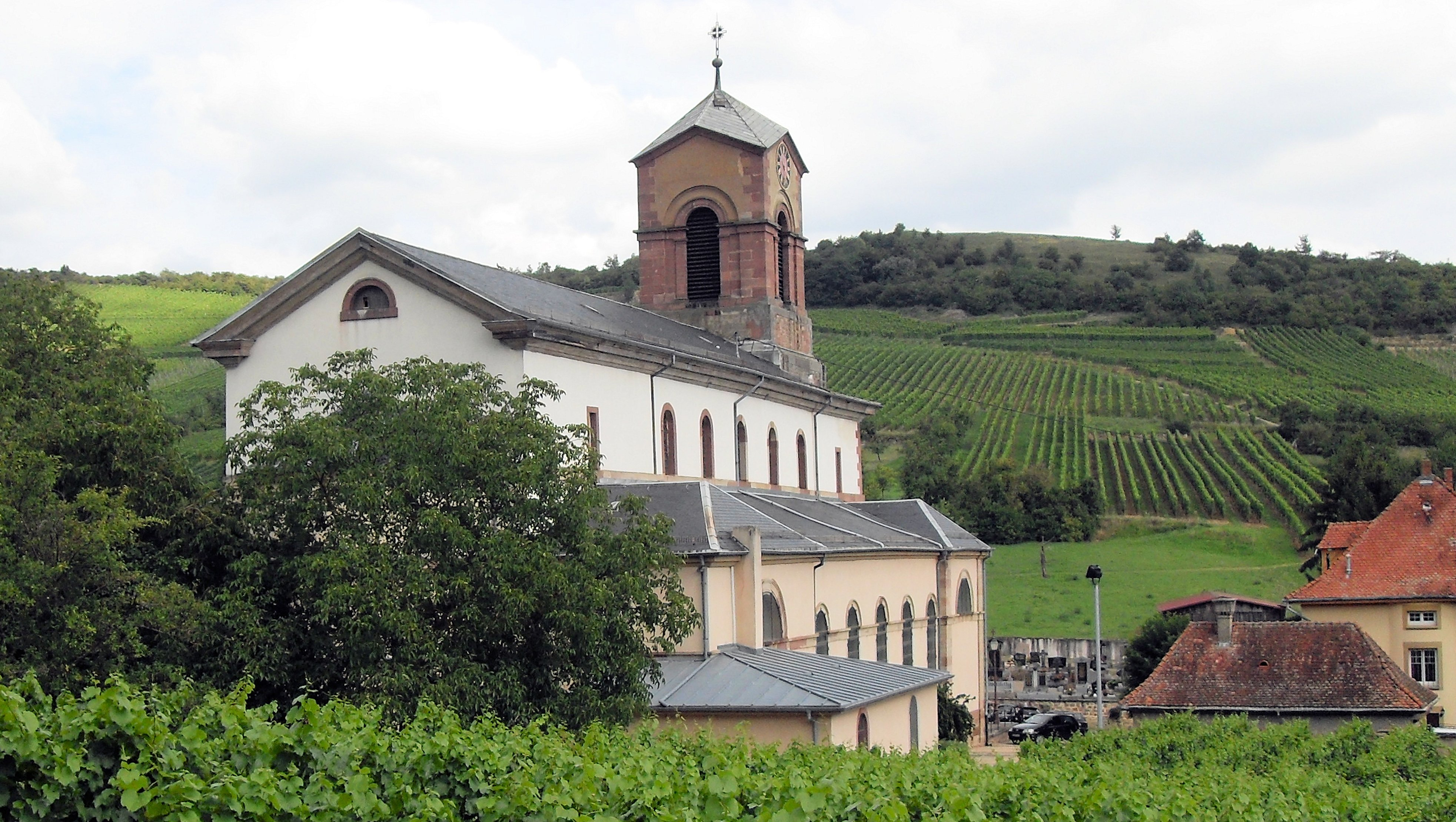
Церковь Сен-Блез
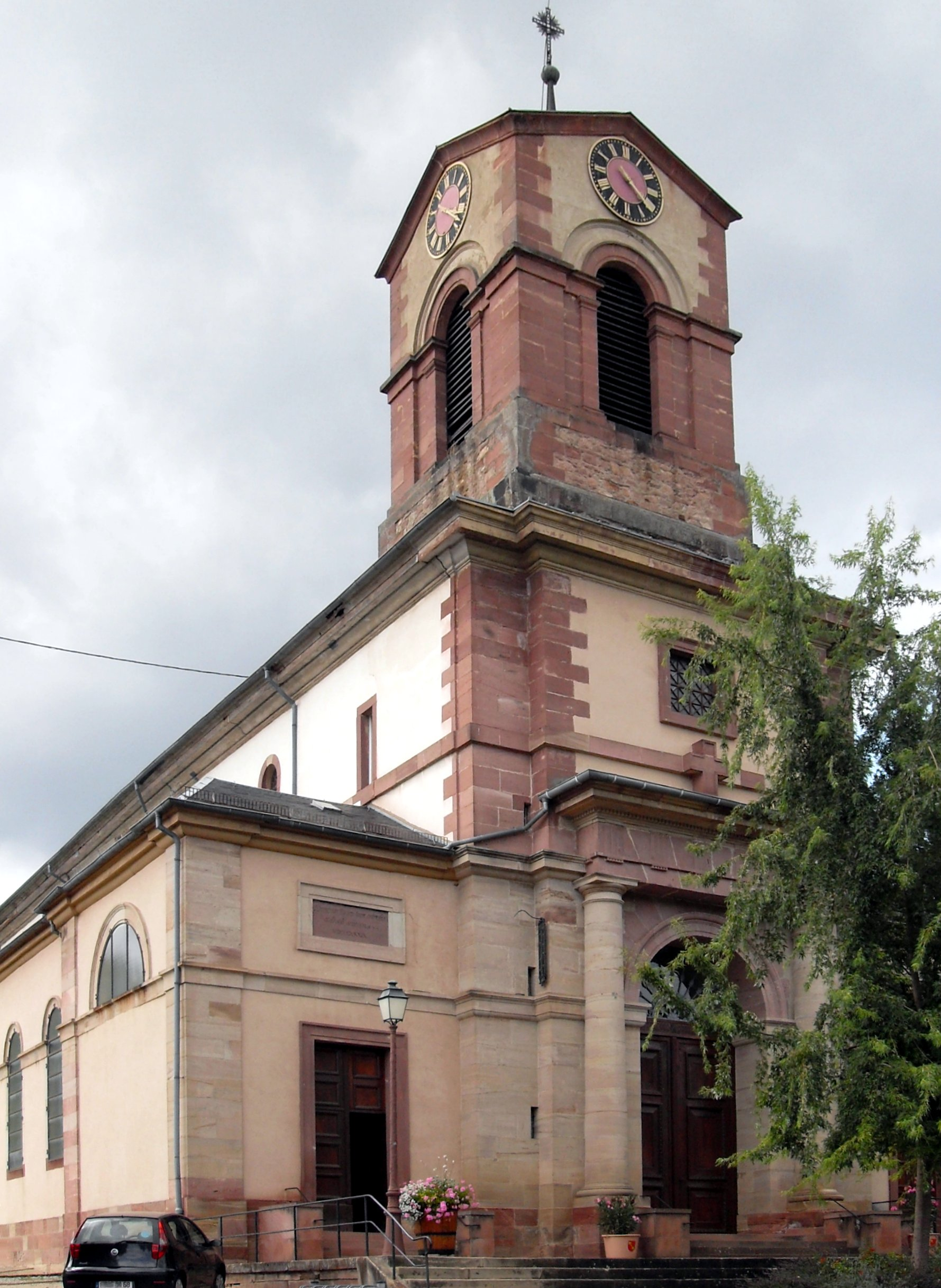
Колокольня
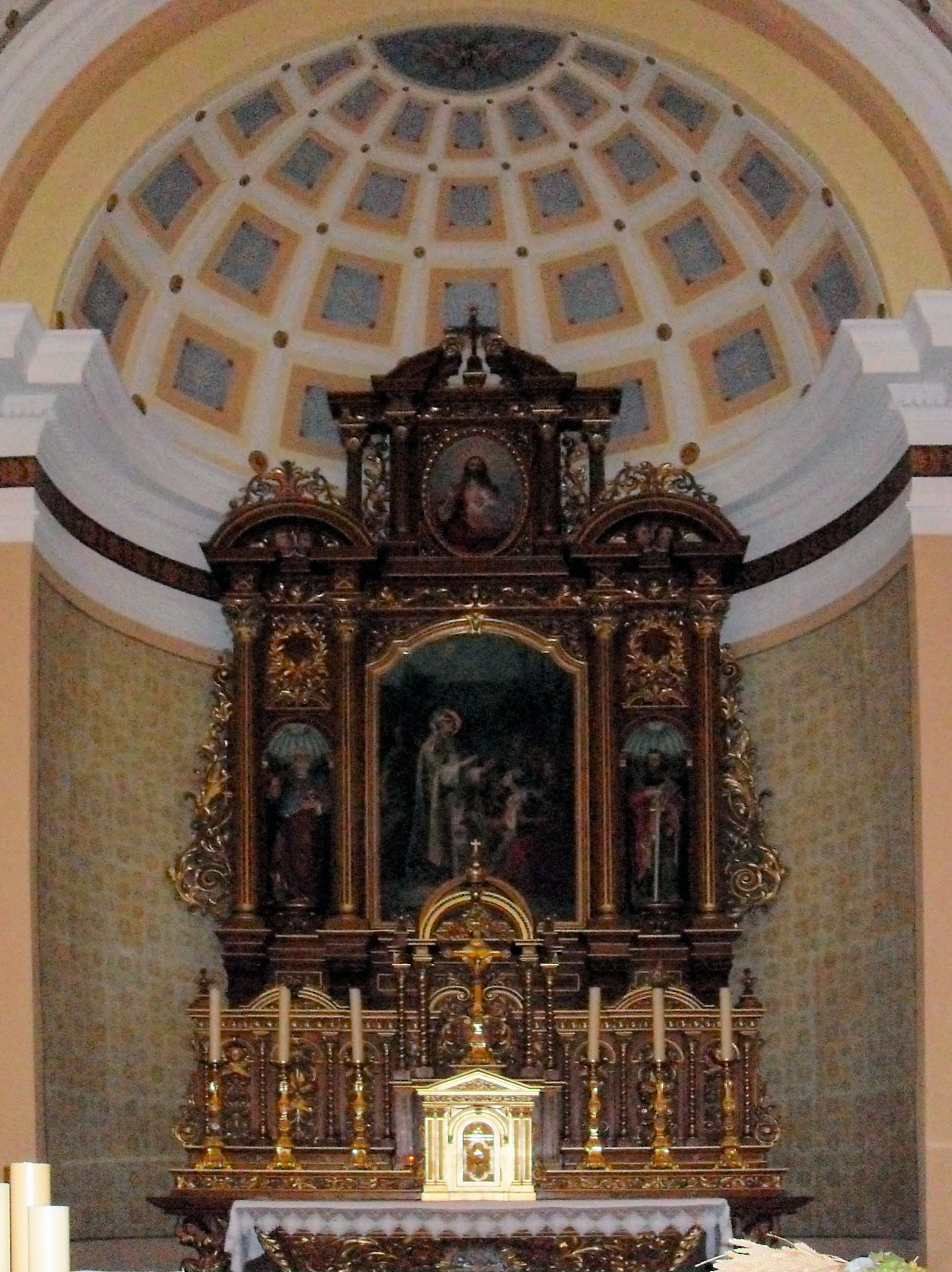
Алтарь
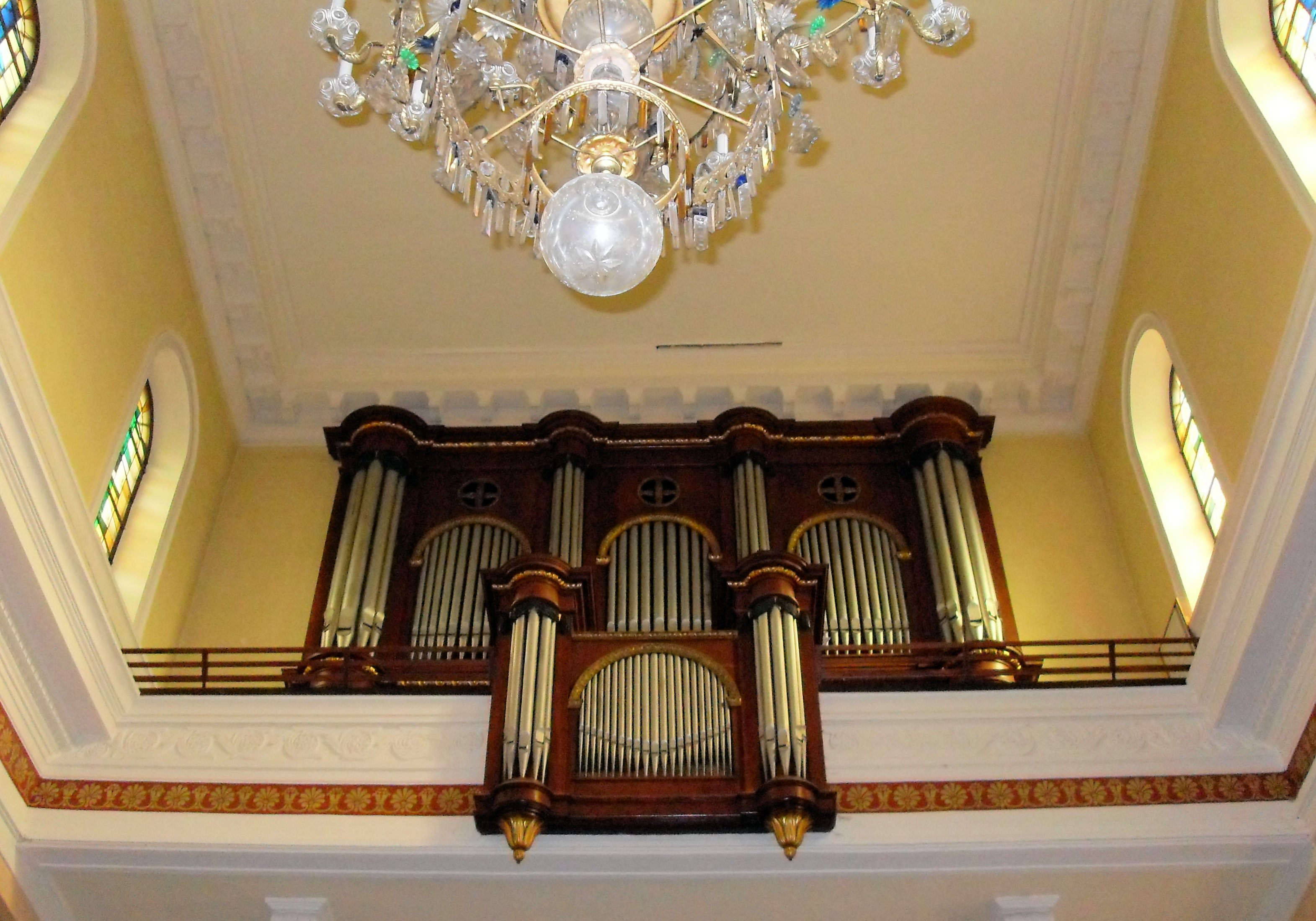
Орган
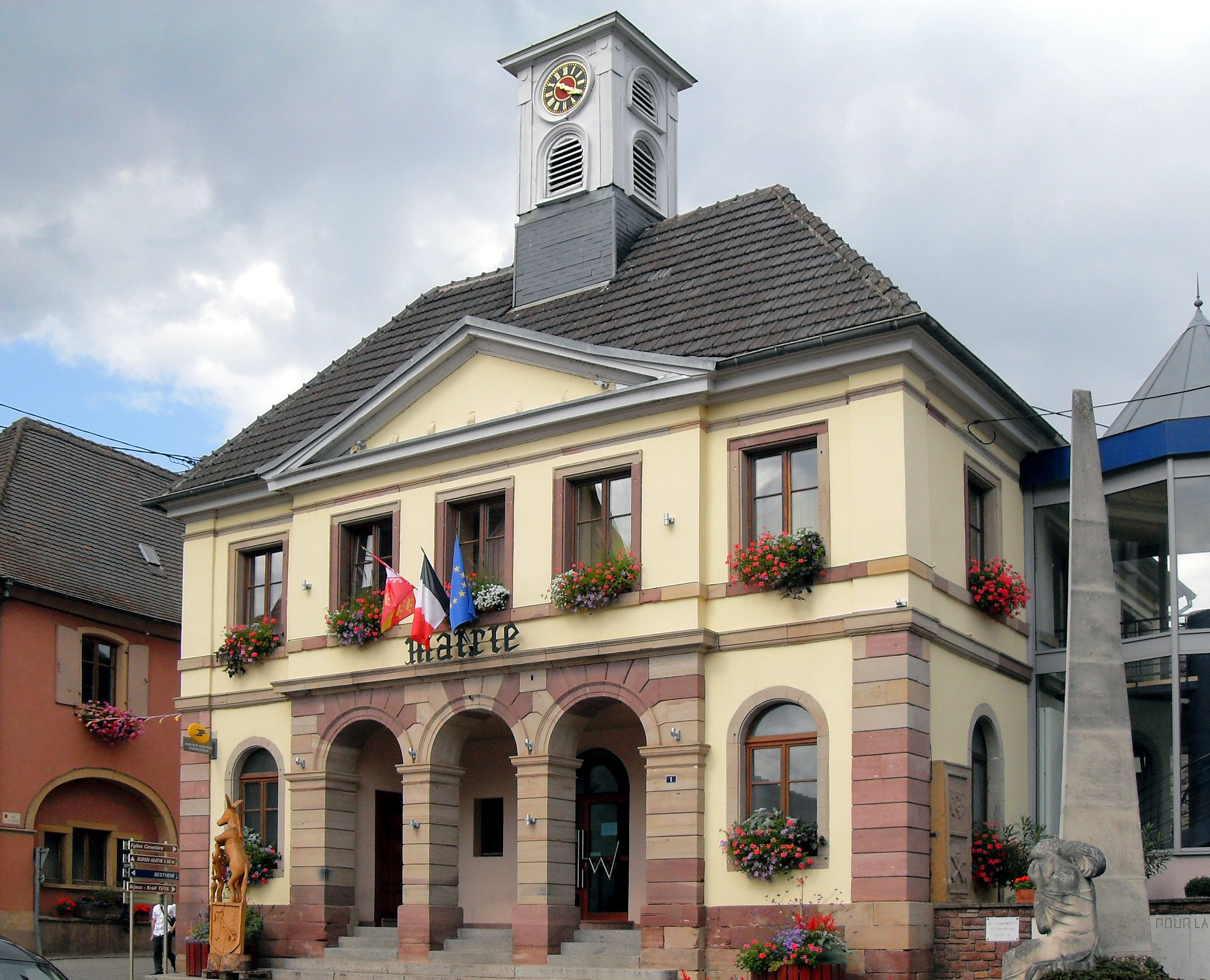
Здание мэрии